# جان درو بریمور
جان درو بریمور (انگلیسی: John Drew Barrymore؛ زاده ۴ ژوئن ۱۹۳۲ – درگذشته ۲۹ نوامبر ۲۰۰۴) با نام اصلی جان بلایث بریمور، هنرپیشه آمریکایی و از اعضای خانواده برجسته بریمور در صنعت بازیگری بود. او فرزند جان بریمور و دولورس کاستلو و برادر ناتنی دیانا بریمور بود. جان درو بیشتر به خاطر بازی در سریال‌های وسترن مانند «گانزموک» و همچنین به‌عنوان پدر درو بریمور، بازیگر و تهیه‌کننده سرشناس هالیوود، شناخته می‌شود.

## زندگی‌نامه
جان درو بریمور در ۴ ژوئن ۱۹۳۲ در لس آنجلس، کالیفرنیا به دنیا آمد. او فرزند جان بریمور، یکی از بزرگ‌ترین بازیگران تئاتر و سینمای صامت، و دولورس کاستلو، بازیگر معروف سینمای صامت، بود. والدین او زمانی که جان تنها ۱۸ ماه داشت از هم جدا شدند و او به ندرت با پدرش ارتباط داشت. او در مدارس خصوصی تحصیل کرد و در سن ۱۸ سالگی با نام «جان بریمور جونیور» وارد حرفه بازیگری شد.
جان درو در طول زندگی‌اش با مشکلات متعددی از جمله اعتیاد به مواد مخدر، مشکلات قانونی و روابط خانوادگی متشنج دست‌وپنجه نرم کرد. این مسائل تأثیر منفی بر حرفه و زندگی شخصی او گذاشتند و در نهایت او را به انزوا کشاندند.

## حرفه بازیگری
جان درو بریمور در سال ۱۹۴۹ با فیلم «غرب بلند» وارد سینما شد. او در دهه ۱۹۵۰ و اوایل دهه ۱۹۶۰ در چندین فیلم و سریال وسترن ظاهر شد. در سال ۱۹۵۸، نام میانی خود را به «درو» تغییر داد و با این نام در آثار بعدی شناخته شد. او در سریال‌هایی مانند «گانزموک» و «راوهاید» نقش‌های به‌یادماندنی ایفا کرد. برخی از نقش‌های برجسته او عبارتند از:
- راوهاید (۱۹۵۹): نقش یک فرد دورگه بومی-سفیدپوست در اپیزود «حادثه تپه‌های تسخیرشده».
- واگن‌ترین (۱۹۵۸): نقش در اپیزود «داستان راتلج مونرو»، که در آن شخصیتی مرموز و مرگبار را به تصویر کشید.
- تهاجم ۱۷۰۰ (۱۹۶۲): یکی از نقش‌های اصلی او در سینمای ایتالیا.
در سال ۱۹۶۶، او برای ایفای نقش لازاروس در اپیزود «عامل جایگزین» از سریال «پیشتازان فضا» قرارداد بست، اما به دلیل عدم حضور در صحنه فیلم‌برداری، با بازیگر دیگری جایگزین شد و به مدت شش ماه از سوی اتحادیه بازیگران (SAG) معلق شد. او همچنین در سریال «جاده غرب» (۱۹۶۶–۱۹۶۷) نقش استیسی داگارت را بازی کرد.
با وجود استعدادش، مشکلات شخصی مانند اعتیاد و رفتارهای غیرحرفه‌ای مانع پیشرفت مداوم او در هالیوود شدند. او در دهه ۱۹۷۰ به‌تدریج از بازیگری کناره‌گیری کرد و حضوری کم‌رنگ در سینما و تلویزیون داشت.

## زندگی شخصی
جان درو بریمور چهار بار ازدواج کرد که همه این ازدواج‌ها به طلاق انجامید:
- کارا ویلیامز (۱۹۵۲–۱۹۵۹): از این ازدواج یک فرزند به نام جان بلایث بریمور (زاده ۱۹۵۴) دارد.
- گابریلا پلیتی (۱۹۶۰–۱۹۷۰): از این ازدواج یک فرزند به نام بلایث دولورس بریمور (زاده ۱۹۶۰) دارد.
- نینا وین (۱۹۷۰–۱۹۷۴): از این ازدواج یک فرزند به نام برهما (جسیکا) بلایث بریمور (۱۹۶۶–۲۰۱۴) دارد.
- جید بریمور (۱۹۷۱–۱۹۸۴): از این ازدواج یک فرزند به نام درو بریمور (زاده ۱۹۷۵) دارد، که بعدها به یکی از بازیگران برجسته هالیوود تبدیل شد.
جان درو در سال‌های پایانی زندگی‌اش از خانواده و فرزندانش دور شد و با مشکلات جسمی و روانی، از جمله اعتیاد، دست‌وپنجه نرم کرد. در سال ۲۰۰۳، دخترش درو بریمور او را به خانه‌ای نزدیک خود منتقل کرد و هزینه‌های پزشکی او را تا زمان درگذشتش بر عهده گرفت.

## درگذشت
جان درو بریمور در ۲۹ نوامبر ۲۰۰۴ بر اثر سرطان در لس آنجلس، کالیفرنیا درگذشت. او یک ستاره در پیاده‌روی مشاهیر هالیوود برای مشارکت‌هایش در تلویزیون دارد.

## فیلم‌شناسی منتخب
- غرب بلند (۱۹۴۹)
- تهاجم ۱۷۰۰ (۱۹۶۲)
- گانزموک (سریال، چندین اپیزود، ۱۹۵۸–۱۹۶۴)
- راوهاید (سریال، اپیزود «حادثه تپه‌های تسخیرشده»، ۱۹۵۹)
- واگن‌ترین (سریال، اپیزود «داستان راتلج مونرو»، ۱۹۵۸)
- جاده غرب (سریال، ۱۹۶۶–۱۹۶۷)
- این مرد وحشی (۱۹۵۱)
- شب‌های کومور (۱۹۶۱)

## میراث
جان درو بریمور، اگرچه نتوانست به شهرت و موفقیت پدرش جان بریمور یا دخترش درو بریمور دست یابد، اما با نقش‌هایش در سریال‌های وسترن و فیلم‌های دهه ۱۹۵۰ و ۱۹۶۰ اثری ماندگار در تاریخ تلویزیون و سینمای آمریکا گذاشت. با این حال، مشکلات شخصی او باعث شد تا حرفه‌اش به اندازه استعدادش شکوفا نشود. او به‌عنوان بخشی از خانواده بریمور، یکی از خاندان‌های برجسته بازیگری هالیوود، همچنان در یادها باقی مانده است.